# Grasshopper (Spin)
Grasshopper is de enig bekende single van Spin. Het is een instrumentaal nummer, afkomstig van hun album Spin (1976). Het is geschreven door Hans Jansen en Jan Vennik. De B-kant, Little bitch, is geschreven door Hans Hollestelle.
Grasshopper stond twee weken genoteerd in de Billboard Hot 100 met een hoogste notering plaats 95. In Nederland en België kwam het nummer niet in de hitparades.